# 스티븐 콜린스
스티븐 콜린스(Stephen Collins, 1947년 10월 1일 ~ )는 미국의 배우이다.

## 출연 작품
- 판타스틱 패밀리 (2010)
- 프라이빗 프랙티스 (2007)
- 철없는 그녀의 아찔한 연애코치 (2007)
- 블러드 다이아몬드 (2006)
- 테크노 스와핑 (1999)
- 패밀리 어페어 (1998)
- 제7의 천국 (1996)
- 7번가의 욕망 (1996)
- 사랑의 가족 (1996)
- 조강지처 클럽 (1996)
- 이노센트 시덕션 (1995)
- 스칼렛 (1994)
- 노라의 실종 (1993)
- 마이 뉴 건 (1992)
- 중년의 함정 (1992)
- 스텔라 (1990)
- 할리우드의 출세기 (1989)
- 끝없는 추적 (1986)
- 미세스 엠마 (1986)
- 위기의 암호명 (1986)
- 백만장자 브루스터 (1985)
- 검은 거울 (1984, Dark Mirror)
- 애꾸눈 해피 (1982)
- 러빙 커플스 (1980)
- 스타 트랙 (1979)
- 페도라 (1978)
- 선 사이 (1977)
- 모두가 대통령의 사람들 (1976)

### 텔레비전
- 필라델피아는 언제나 맑음 시즌1 (2005)
- 더 레이트 레이트 쇼 위드 크레이그 킬본 (1999)